# Istituto reale di tecnologia
Il Regio Istituto Tecnico (in inglese KTH Royal Institute of Technology e in svedese Kungliga Tekniska högskolan, abbreviato "KTH") è un politecnico svedese, la cui sede principale si trova nel nord città di Stoccolma. Si tratta del centro di ricerca tecnologica più grande di tutta la Scandinavia e uno dei più importanti d'Europa.

## Storia
La storia del KTH ha avuto inizio nel 1827, quando il Teknologiska Institutet (Istituto di tecnologia) comincia a cedere il passo in settori tecnologici con un forte approccio pratico al fine di accompagnare la crescente domanda di ingegneri, eseguendo il processo di industrializzazione iniziato in Svezia. Nel 1877 la scuola prende il nome di Kungliga Tekniska Högskolan, continuando a espandere le sue aree di competenza. Già nel 1867 erano esistenti le facoltà di meccanica, chimica, ingegneria e mineralogia. Furono successivamente introdotte quelle di architettura (1877), ingegneria elettrotecnica (1901), ingegneria navale (1912), fisica (1932), informatica (1983) ed economia industriale (1990).

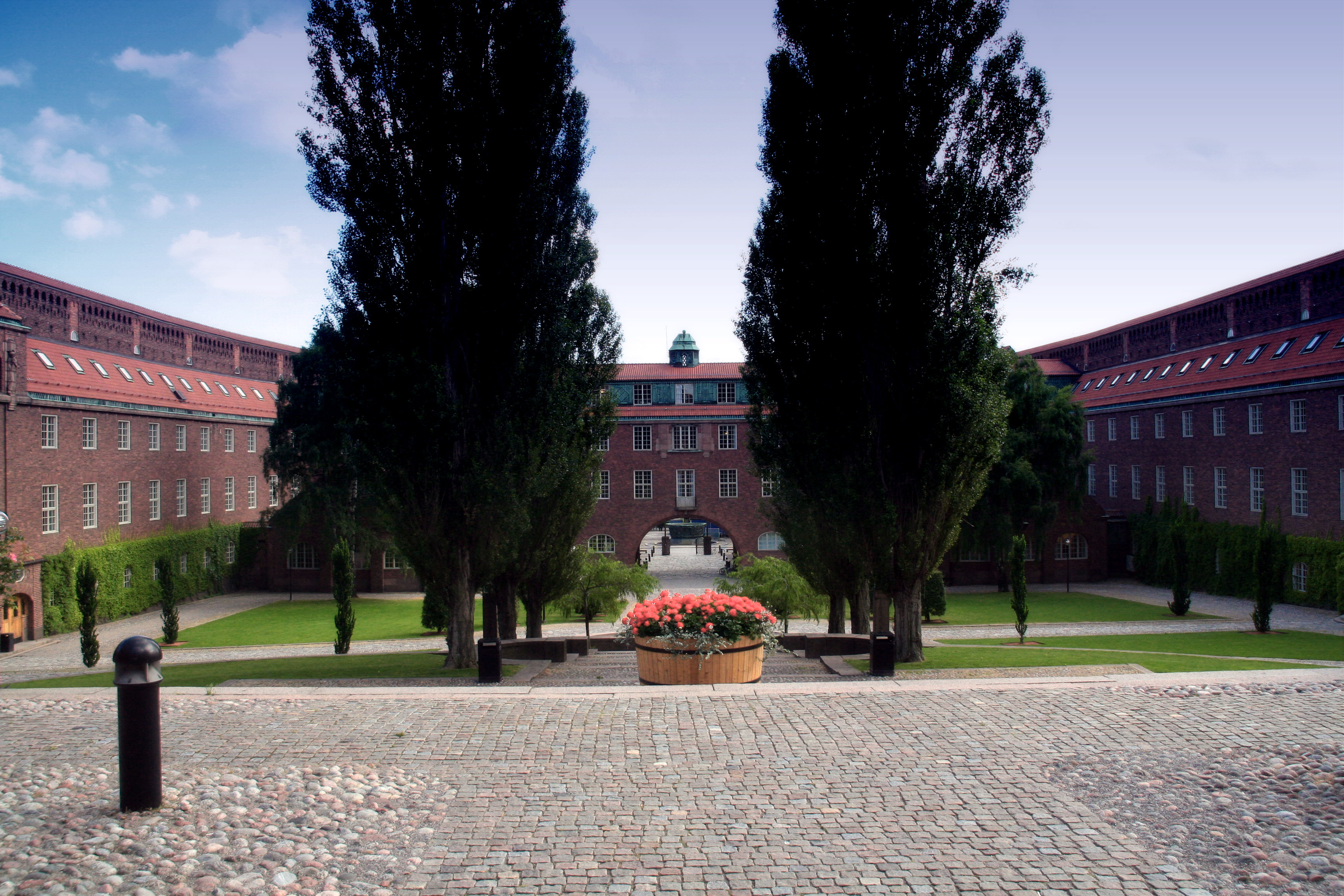
Il cortile del KTH (borggården)

## Il reattore nucleare

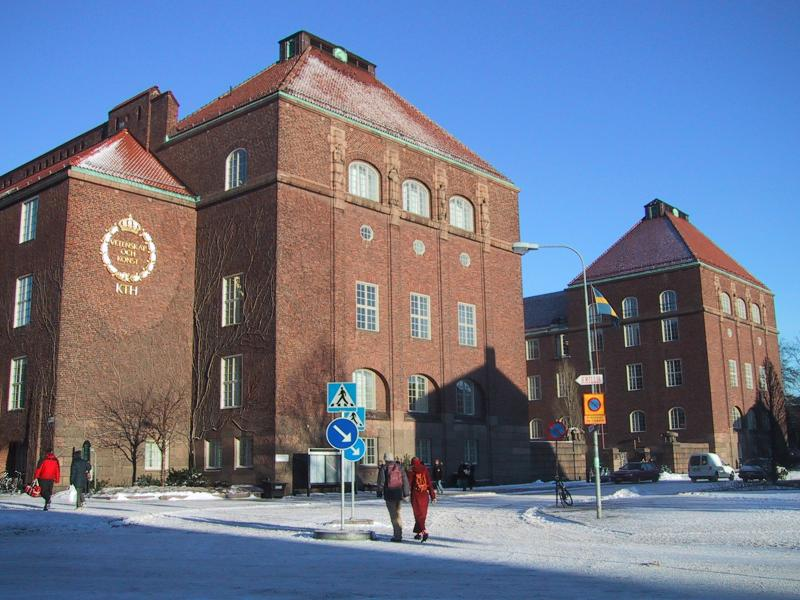
KTH durante l'inverno

Dopo la seconda guerra mondiale, per disporre di adeguate difese ad eventuali attacchi nucleari, fu costruito dopo anni di ricerca un reattore di 300 kW (poi ampliato a 1 MW) denominato "Reaktor 1", R1, in una stanza a 25 metri sotto il suolo del centro universitario. Alle 18:59 del 13 luglio 1954 si raggiunse la prima massa critica, così la prima considerevole reazione nucleare svedese ebbe luogo. Il reattore R1 è stato il principale luogo per quasi tutta la ricerca nucleare svedese fino al 1970, anno in cui fu ufficialmente dichiarato fuori uso, quando si scelse di cessare la sua attività in una zona densamente popolata come Stoccolma.

## Rettori
- Peter Gudmundson (2007-2016)
- Sigbritt Karlsson[1] (dal 2016)